# Василевка (Верхнеднепровская городская община)
Василевка (укр. Василівка) — село Каменского района Днепропетровской области Украины. Входит в Верхнеднепровскую городскую общину. До реформы 2020 года входил в Заречанский сельский совет Верхнеднепровского района.
Код КОАТУУ — 1221085503. Население по переписи 2001 года составляло 60 человек.

## Географическое положение
Село Василевка находится на правом берегу реки Домоткань,
выше по течению на расстоянии в 0,5 км расположено село Акимовка, ниже по течению на расстоянии в 3 км расположено село Заречье,
на противоположном берегу — село Корнило-Наталовка.

## Происхождение названия
В некоторых документах село называют Васильевка.
На территории Украины 64 населённых пункта с названием Василевка.